# محمد بن حصار
ابوبکر محمدبن عبدالله بن عیاش الحصار ریاضی‌دان قرن دوازده میلادی اهل مراکش بود.
احتمالاً او در شهر سبته سالها به تدریس اشتغال داشته، و او را همچنین در امور محاسبات ارث و میراث از خبرگان دانسته‌اند.

## ابداعات
نمایش یک کسر بصورت صورت و مخرج که توسط یک خط افقی بنام خط کسری از هم جدا شده اند و تا به امروز استفاده میشود را از ابداعات او دانسته‌اند.
همچنین مفاهیم ابتدایی ولی مهمی چون  کوچکترین مضرب مشترک، بزرگترین مقسوم الیه مشترک، مخرج مشترک را وی برای اولین بار مطرح کرد.

## آثار
الکتاب البیان و التذکار در باب کسرها
الکتاب الکامل فی صناعت العدد در باب کوچکترین مضرب مشترک، بزرگترین مقسوم الیه مشترک، مخرج مشترک، و دیگر موضوعات ریاضی را نام برد.